# Hachette Books
A Hachette Books, anteriormente Hyperion Books, é uma editora de livros de interesse geral do Perseus Books Group, que é uma divisão do Hachette Book Group e, por fim, parte do Grupo Lagardère. Fundada em 1990, a Hachette publica livros de ficção e não-ficção de interesse geral para adultos. Uma ex-subsidiária da The Walt Disney Company, foi originalmente nomeada em homenagem à Hyperion Avenue, a localização dos Walt Disney Studios antes de 1939. A Hachette assumiu uma lista de 1.000 livros quando a Hyperion foi comprada da Disney em 2013 com 250 romances best-sellers, incluindo As Cinco Pessoas Que Encontramos no Céu, de Mitch Albom.

## História

### Hyperion Books

Logotipo da Hyperion Books, antigo nome da Hachette Books

A Hyperion Books foi fundada em 1990 do zero, sem um catálogo reserva sob o então CEO da Disney, Michael Eisner e Robert S. Miller. A estratégia da Hyperion era não comprar catálogos reservas, mas ir atrás de autores mais novos ou menos conhecidos e "capitalizar os talentos e produtos da Disney". Hyperion Books for Children (HBC) e Disney Press também foram lançados em 1990. O Disney Publishing Group foi incorporado em janeiro de 1992 e incluía as já formadas Hyperion Books, Hyperion Books for Children, Disney Press e outras unidades. A Hyperion sofreu prejuízos até 1994, quando publicou seu livro de maior sucesso até hoje, Don't Stand Too Close to a Naked Man, de Tim Allen, com 1,1 milhão de cópias vendidas. Em março de 1995, com o mercado lotado de livros da Disney, a Hyperion Books for Children fundiu-se com a Disney Press. A Hyperion Books for Children lançou um novo selo, Jump at the Sun, em 7 de setembro de 1998 para o mercado infantil afro-americano. Em 9 de abril de 1999, a Hyperion Books, sem seu companheiro estável para crianças, foi transferida para o ABC Group da Disney.
Em 14 de maio de 2004, a Hyperion e a Wenner Media concordaram com um acordo de publicação e distribuição para o novo selo de Wenner, Wenner Books, começando na primavera de 2005. Em 28 de setembro de 2007, a Hyperion Books mudou seus escritórios da sede da ABC na 77 West 66th Street para os escritórios da Disney Publishing Worldwide na 114 Fifth Avenue, ocupando dois andares do prédio, durante uma mudança parcial das operações da Hyperion para White Plains, Nova York.

### Hachette Books
Em 28 de junho de 2013, a Hachette anunciou que iria adquirir a Hyperion da Disney. No acordo, a Hachette assumirá a lista comercial de adultos da Hyperion, incluindo obras de Mitch Albom e Michael J. Fox e 25 livros a serem publicados. Os livros da Hyperion relacionados às propriedades existentes do Disney–ABC Television Group e títulos para jovens adultos se juntarão ao selo Disney-Hyperion na Disney Publishing Worldwide. Em 12 de março de 2014, a Hyperion foi renomeada para Hachette Books, com a nomeação do editor-chefe da Crown Archetype, Mauro DiPreta, como vice-presidente e editor da nova unidade. Em 12 de outubro de 2017, o Hachette Book Group descontinuou o selo Weinstein Books devido às alegações de abuso sexual de Harvey Weinstein, com a equipe e os títulos do selo transferidos para a Hachette Books.
Em 8 de janeiro de 2015, a Black Dog & Leventhal (BD&L) foi comprada pelo Hachette Book Group e tornou-se um selo da Hachette Books, com J.P. Leventhal, continuando sua posição como editor do selo que fundou em 1992. Com o anúncio de Leventhal de sua aposentadoria em 17 de outubro de 2017, o selo BD&L foi transferido para a Running Press. Em 2018, a Hachette Books tornou-se uma marca do Perseus Books Group, com a saída da editora DiPreta da unidade. Ao mesmo tempo, a Da Capo Press e a Da Capo's Lifelong tornaram-se parte da Hachette. Em 8 de abril de 2019, o Perseus Books Group contratou Mary Ann Naples, da Disney Publishing, como vice-presidente e editora da Hachette Books.